# Evelyn Tóth
Evelyn Tóth (5 maja 1990 w Budapeszcie) – węgierska wioślarka.

## Osiągnięcia
- Mistrzostwa Świata Juniorów – Linz 2008 – czwórka podwójna – 11. miejsce[1].
- Mistrzostwa Świata U-23 – Brześć 2010 – dwójka podwójna – 5. miejsce[1].
- Mistrzostwa Europy – Montemor-o-Velho 2010 – czwórka podwójna – 8. miejsce[1].